# 野口恭一郎
野口 恭一郎（のぐち きょういちろう、1934年2月17日 - 2010年10月7日）は日本の実業家。株式会社竹書房の創業者・元社長・理事長、名誉会長。福岡県出身。

## 略歴
1959年北九州市の八幡大学（現：九州国際大学）を中退し上京、1960年シナリオ研究所に第4期として入所。1972年、出版社の竹書房を設立し代表取締役となる。1988年に会長に就任。1999年麻雀博物館設立。2002年名誉会長に就任した。
竹書房では日本で最初の麻雀専門誌である「月刊近代麻雀」を発刊し、麻雀界に新風を巻き起こした。当初はこの月刊雑誌「近代麻雀」の発行だけであったが、のちに漫画、コミック専門誌、文庫本、各種雑誌等の刊行にも力を入れて行き、「麻雀劇画」「麻雀漫画」を柱とした出版社としての基盤を築き上げていった。
1998年には千葉県夷隅郡岬町（現・いすみ市）に永年の願望であった世界初の麻雀博物館の開設に尽力。設立代表発起人を引き受けた野口は一人で世界中を奔走し、散逸寸前であった各地の貴重な麻雀牌や関係書籍等を収集し、ここに多くの歴史的資料が保存された。この博物館は、単に麻雀資料の保存だけではなく、麻雀史の研究及びそれに纏わる文化情報の発信地として世間から認識された存在となっていたが、諸事情により2012年に休館した（その後2017年に正式に閉館）。
2010年10月7日、直腸がんのため東京都新宿区の病院で死去。76歳没。